# Dubrave (dystrykt Brczko)
Dubrave – wieś w Bośni i Hercegowinie, w dystrykcie Brczko. W 2013 roku liczyła 1463 mieszkańców, z czego większość stanowili Chorwaci.